# 上伊芬山
47°21′14″N 10°5′50″E / 47.35389°N 10.09722°E

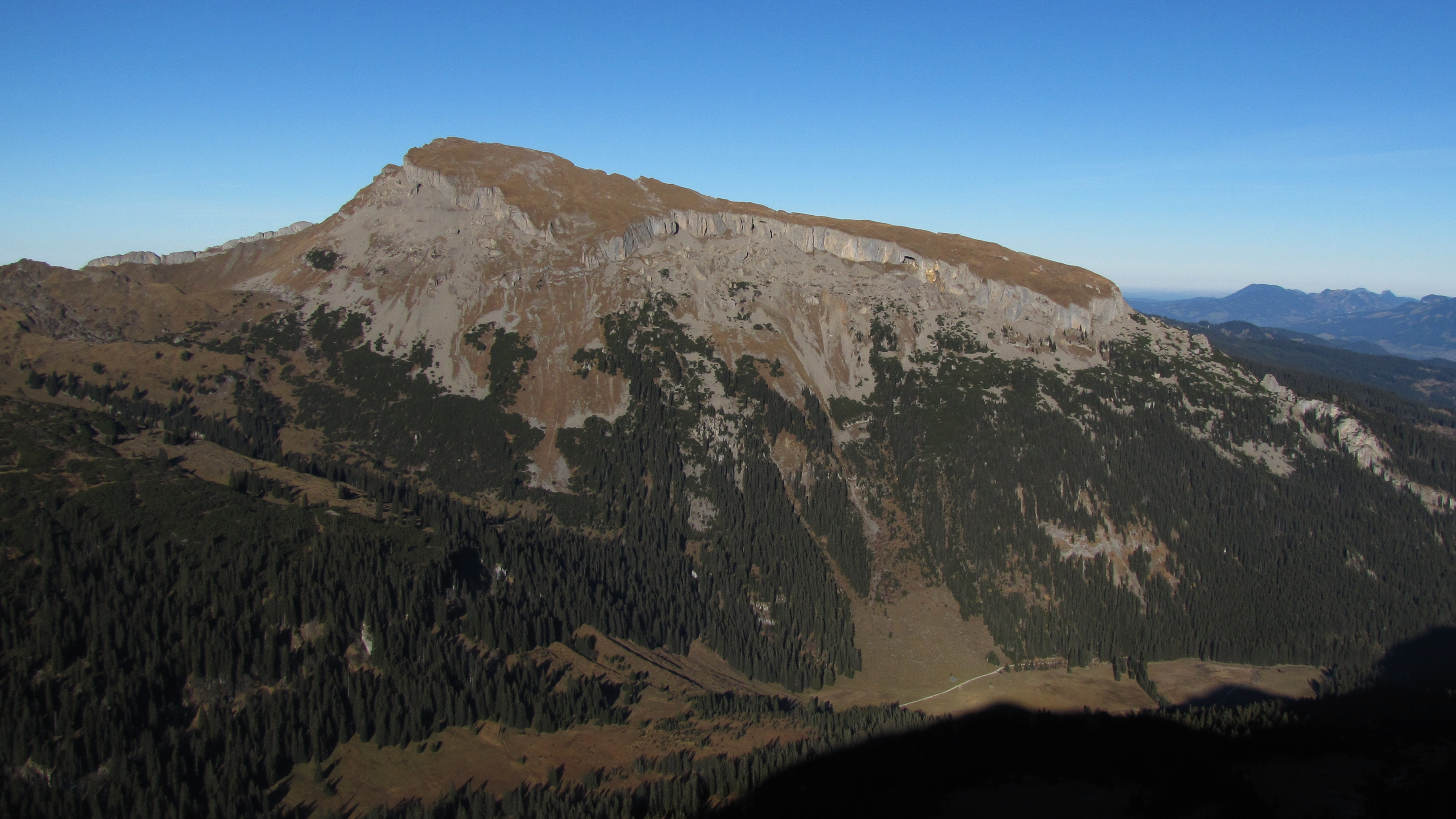

上伊芬山（德語：Hoher Ifen），是中歐的山峰，位於德國和奧地利接壤的邊境，屬於阿爾高阿爾卑斯山脈的一部分，距離小維德施泰因山7.5公里，海拔高度2,230米，每年平均降雨量1,730毫米。